# Ami Micuno

Mornar Merkur (engl. Sailor Mercury; jap. セーラーマーキュリー, Sērā Mākurī) je jedna od glavnih likova serije Sailor Moon. Njeno pravo ime je Ejmi Micuno u engleskoj, odnosno Ami Micuno u japanskoj verziji (水野亜美 Mizuno Ami). Ona je učenica genije, koja može da se transformiše u jednu od specijalnih junakinja serije, Mornara Senši (engl. Sailor Senshi).
Mornar Merkur je prvi član grupe Mornar Senši, kojeg je otkrio Mornar Mesec, i služi kao „mozak” grupe. Njene moći su povezane sa frazama vode i ona može da upotrebi svoj superračunar za analiziranje neprijatelja u borbi. 
Pored glavnog dela serije Sailor Moon, ona ima svoju kratku priču u mangi Amina prva ljubav. Prvobitno objavljen u 14. delu mange, ovo je bio prvi od tri „Ispitne bitke,” priče napravljene „specijalno” za anime seriju. Broj slika karakteriše Amin lik.

## Ličnost
Amina najistaknutija osobina je njena natprosečna inteligencija— ima IQ 300, dok se u mjuziklu ovo navodi kao činjenica. Njeni vršnjaci je gledaju sa pomešanim osećanjem strahopoštovanja i gađenja, pogrešno tumačenje njene stidljivosti, kao i snobizma, ona teži da ne sklapa nova prijateljstva. Takođe, mrzi kada se Mesečeva ratnica i Marsova ratnica svađaju. En Alison opisuje je kao „pametnu devojku kojoj je potrebno da se opusti” nazvavši je „studioznom” i „savesnom,” svime što Usagi nije. Na početku priče, ona se mnogo oslanja na odobrenja svoje majke, nastavnika i prijatelja, ali kako serija napreduje ona postaje jača i ima više vere u sebe. Uglavnom je najrazumnija od svih likova i uglavnom je ona jedina kojoj je neprijatno kada grupa ima dosadan, sporouman trenutak. Na početku priče ide u srednju školu Azabu Juban zajedno sa Usagi, a kasnije i sa Makoto.
Kroz seriju, Ami provodi mnogo svog slobodnog vremena učeći. Voli da čita, sanja o tome da jednog dana postane doktor, kao njena majka, u oba poglavlja Sailor Moon, i seriji, snimljenoj po ugledu na anime. U mjuziklu, Amin san da postane doktor i odlazak iz Japana zbog studiranja u inostranstvu predstavlja jedan od stalnih lajtmotiva. Prvi deo pesme Yume wa Okiku (јап. トリーム夢は大きく) pokazuje Amin konflikt između studiranja u inostransvu i odrastanja, ili ostajanja sa svojim prijateljima i dok je još mlada devojka. Ona se suočava sa sličnim dilemama u animeu, ali vrlo direktno; priliku da studira u Nemačkoj koja joj je dojavljena na aerodromu, ona odbija za priliku da ostane u Japanu i bori se protiv zla sa svojim prijateljima.
Ami ima veliki talenat za umetnost, isto kao i za nauku, i, za razliku od uobičajenog prikazivanja kao knjiškog moljca, ona uživa u pop kulturi i ljubavnim romanima (ali se stidi da to prizna). I u animeu i u mangi ona je marljiva u učenju. Često komično prekoreva Usagi i ostale ako ne urade svoj domaći zadatak, može da postane opsesivna time da postane najbolji student. Njen lik je protumačen kao komentar na obrazovni sistem Japana. Ponekad se prikazuje kao privlačna momcima svog uzrasta. Ljubavna pisma su navedena kao jedan od njenih najvećih problema. U animeu drug iz razreda po imenu Rio Urava shvatio je njen identitet i postaje joj privlačan, ali on se nije pojavio više od dva puta u seriji. 
Osim čitanja, Ami je prikazana kako igra šah i pliva da bi se opustila. Računari su navedeni kao njena jača strana, čak je učlanjena u takav klub u školi. Voli sve predmete, posebno matematiku. Omiljena hrana su joj sendviči i med. Takođe voli mačke i akva plavu boju. 
Ami je jedna od retkih devojaka u Sailor Moon čija se porodična situacija eksplicitno pominje u animeu. Njeni roditelji su razvedeni, živi sa majkom Saeko Mizuno, zauzetom doktorkom. Pored radoholične tendencije, Saeko Mizuno je prikazana kao dobra osoba koja prezire to što ne može da provede više vremena sa ćerkom. Njih dve veoma liče, Ami žudi da bude kao ona. Ime Aminog oca nikada nije navedeno, ali se zna da je slikar.